# Đồng Quang, Quốc Oai
Đồng Quang là một xã thuộc huyện Quốc Oai, thành phố Hà Nội, Việt Nam.
Xã Đồng Quang có diện tích 10,98 km², dân số năm 1999 là 11.560 người, mật độ dân số đạt 1.053 người/km².

## Di tích lịch sử
- Di tích quốc gia Quán Trên - Quán Dưới - Cây đa thuộc làng Đồng Lư, xã Đồng Quang, Quốc Oai thờ thành hoàng làng Đồng Lư là 3 anh em họ Cao, người trang Sơn Lộ có công giúp Đinh Tiên Hoàng dẹp loạn 12 sứ quân.[3]
- Đình Đồng Lư cũng thờ thành hoàng làng Đồng Lư. Làng Đồng Lư và Làng So xưa thuộc trang Sơn Lộ nên cùng có đình Đồng Lư và đình So thờ tam vị thành hoàng